# Аспроклисия (дем Метеора)
Вижте пояснителната страница за други значения на Аспроклисия.
Аспроклисия или Мондеа (на гръцки: Ασπροκκλησιά) е село в Република Гърция, област Тесалия, дем Метеора. Аспроклисия има население от 566 души според преброяването от 2001 година. Селото е разположено на 35 километра от Каламбака.
Забележителни храмове в селото и околността са „Свети Георги“ и „Света Богородица“. Основният поминък на жителите е животновъдството и отглеждането на тютюн.